# پژووزکی
پژووزکی (به لهستانی:  Przywózki) یک روستا در لهستان است که در گمینا سوکوووف پودلاسکی واقع شده‌است. پژووزکی ۷٬۲۰۳ نفر جمعیت دارد و ۱۷۵ متر بالاتر از سطح دریا واقع شده‌است.